# Steg-Hohtenn
Steg-Hohtenn (walsertyska: Schtäg-Hote/Schtäg-Hòòtää) är en kommun i distriktet Westlich Raron i kantonen Valais, Schweiz. Kommunen bildades den 1 januari 2009 genom sammanslagning av kommunerna Steg och Hohtenn. Steg-Hohtenn har 1 691 invånare (2023).
Huvudorten Steg ligger nere i Rhônedalen cirka 640 m ö.h. medan Hohtenn ligger på bergssidan cirka 820 m ö.h.